# Benzotriazol
A benzotriazol (BTA) nitrogéntatalmú heterociklusos aromás vegyület, képlete C6H5N3. Színtelen szilárd anyag.

## Szerkezete
Molekulájában két kondenzált gyűrű található, az öttagú gyűrű A és B tautomer formájában létezhet, és ezeknek származékait – a C és D szerkezeteket – is elő lehet állítani.

UV-, IR- és 1H-NMR spektroszkópiai vizsgálatok alapján szobahőmérsékleten túlnyomó részben az A izomer van jelen. Az 1-es és 2-es, valamint a 2-es és 3-as helyzetek közötti kötések tulajdonságai azonosak. A proton nem kötődik szorosan egyik nitrogénatomhoz sem, hanem inkább gyorsan vándorol az 1-es és 3-as atom között, ezért a molekula gyenge savként képes a proton leadására (pKa = 8,2) vagy a nitrogénatom nemkötő elektronpárja révén nagyon gyenge bázisként protont is tud megkötni (pKa < 0). Nemcsak savként vagy bázisként képes viselkedni, nemkötő elektronpárja révén más részecskékhez is tud kapcsolódni. Ennek révén például réz felületén stabil koordinációs vegyületet képez, így korróziógátló szerként hat.

## Előállítása
Egyik előállítási módja o-fenilén-diamin, nátrium-nitrit és ecetsav reakciója. Az átalakulás az egyik amincsoport diazotálásával megy végbe.
A szintézis javítható, ha alacsony hőmérsékleten (5–10 ˚C-on) hajtják végre, és rövid ideig ultrahangos fürdőt használnak.

## Környezeti hatások
A Rajna, illetve Elba folyók által az Északi-tengerbe mosódó, fagyálló, korróziógátló folyadékként használatos benzotriazol potenciálisan veszélyezteti a vízi élővilágot.

## Fordítás
Ez a szócikk részben vagy egészben  a   Benzotriazole című angol Wikipédia-szócikk ezen változatának fordításán alapul.  Az eredeti cikk szerkesztőit annak laptörténete sorolja fel. Ez a jelzés csupán a megfogalmazás eredetét és a szerzői jogokat jelzi, nem szolgál a cikkben szereplő információk forrásmegjelöléseként.